# Thomas Shadwell
Thomas Shadwell (ur. ok. 1642, zm. 19 listopada 1692 w Londynie) – angielski pisarz i dramaturg.
Według jego syna, urodził się w Santon Hall w Norfolk. Wykształcenie uzyskał w Bury St Edmunds School i w Gonville and Caius College na Uniwersytecie Cambridge , gdzie wstąpił w 1656. Opuścił uniwersytet przed uzyskaniem stopnia naukowego i rozpoczął pracę w londyńskim sądzie Middle Temple. W 1668 napisał komedię prozatorską, The Sullen Lovers, or the Impertinents, opartą na sztuce Moliera Les Fâcheux, w stylu naśladującym Bena Jonsona. Jego najlepsze sztuki to Epsom Wells (1672), z prologiem Charlesa Sedleya, i The Squire of Alsatia (1688).
Przez czternaście lat od napisania pierwszej komedii aż do pamiętnej konfrontacji z Johnem Drydenem, Shadwell prawie co roku pisał nową sztukę. Ukazują one nienawiść do pozorów i w szorstki sposób prezentują naukę moralną. W sprośnym niekiedy tonie przedstawiają żywy obraz ówczesnych zwyczajów.
Shadwell jest pamiętany głównie jako nieszczęśliwy Mac Flecknoe, bohater satyry Drydena i literacki spadkobierca Richarda Flecknoe. Dryden opatrzył przedmową sztukę Shadwella, True Widow - do tej chwili, z wyjątkiem drobnych nieporozumień, byli obaj w przyjaznych stosunkach. Gdy jednak Dryden dołączył do królewskiego dworu i napisał utwory Absalom i Achitophel oraz The Medal, Shadwell, jako stronnik protestantyzmu, przypuścił na niego ostry atak w utworze The Medal of John Bayes: a Satire against Folly and Knavery (1682). Dryden natychmiast odciął się mu w Mac Flecknoe, or a Satire on the True Blue Protestant Poet, T.S. (1682), w którym odparł z nawiązką personalne ataki Shadwella. Miesiąc później, we współpracy z Nahumem Tate, w kontynuacji utworu Absalom i Achitophel przedstawił satyryczne portrety Elkanaha Settle i Shadwella. W 1687 Shadwell spróbował odpowiedzieć na te ataki w wersji dziesiątej satyry Juvenal. Po triumfie wigów w 1688 zastąpił swego oponenta Drydena na stanowisku nadwornego poety (Poet Laureate) i królewskiego historiografa. Zmarł w Chelsea po przedawkowaniu opium .
Jego syn, Charles Shadwell również był dramatopisarzem. Kompletne wydanie prac Shadwella było opublikowane przez jego drugiego syna, Johna Shadwella, w 1720 r. Jego inne dramaty to:
- The Royal Shepherdess (1669), adaptacja Rewards of Virtue Johna Fountaina
- The Humorist (1671)
- The Miser (1672), adaptacja Skąpca Moliera
- Psyche (1675)
- The Libertine (1676)
- The Virtuoso (1676)
- The history of Timon of Athens the Man-hater (1678)
- A True Widow (1679)
- The Woman Captain (1680)
- The Lancashire Witches i Teague O’Divelly, the Irish Priest (1682)
- Bury Fair (1689)
- The Amorous Bigot (1690)
- The Scowerers (1691)
- The Volunteers, or Stockjobbers, wydanie pośmiertne (1693).